# 萊恩氏撒但鱸
萊恩氏撒但鱸，為輻鰭魚綱鱸形目隆頭魚亞目慈鯛科的其中一種，分布於南美洲法屬圭亞那的淡水流域，體長可達14.1公分，棲息在河川中底層水域，生活習性不明。

## 擴展閱讀
維基物種上的相關：萊恩氏撒但鱸